# Robert Bourne
Robert Croft Bourne (Bodington, Londres, 15 de juliol de 1888 – Strontian, Highland, 7 d'agost de 1938) va ser un remer anglès que va competir a començaments del segle xx. Posteriorment es dedicà a la i política i entre 1924 i la seva mort fou membre de la Cambra dels Comuns en representació del Partit Conservador.
Bourne va néixer a Londres en el si d'una família amb forta tradició en el rem, ja que el seu pare havia format part de la tripulació d'Oxford que havia disputat la Regata Oxford-Cambridge de 1882 i 1883. Estudià a l'Eton College i posteriorment al New College, de la Universitat d'Oxford. A Oxford fou membre de les tripulacions que guanyaren l'Oxford-Cambridge de 1909, 1910, 1911 i 1912, sent-ne el president els dos darrers anys. El 1912 va prendre part en els Jocs Olímpics d'Estocolm, on guanyà la medalla de plata en la competició del vuit amb timoner del programa de rem. Guanyà la Stewards' Challenge Cup de la Henley Royal Regatta el 1912, 1913 i 1914.
Bourne fou un barrister. Durant la Primera Guerra Mundial fou comissionat com a Segon Tinent del Regiment de Herefordshire. L'agost de 1915 va ser greument ferit als Dardanels, per la qual cosa acabà sent traslladat a la Comissió de Reclamacions. El 1920 fou escolli jutge de pau per Herefordshire i el 1921 membre del consell de la ciutat.
Bourne va ser escollit parlamentari per Oxford en representació del Partit Conservador el juny de 1924, i fou vicepresident de la Cambra dels Comuns a partir de 1931. Va morir sobtadament l'agost de 1938. El seu seient va ser posteriorment ocupat per Quintin Hogg.